# Glossosoma shaanxiense
Glossosoma shaanxiense là một loài Trichoptera trong họ Glossosomatidae. Chúng phân bố ở miền Cổ bắc.